# Настя Кудрі
Анастасія Ігорівна Кудряшкіна (рос. Анастасия Игоревна Кудряшкина; нар. 27 листопада 1996, Москва, Росія), більш відома під сценічним псевдонімом Настя Кудрі — російська хіп-хоп і поп-співачка.
Донька комерційного директора Уральської гірничо-металургійної компанії — одного з 200 найбагатших людей Росії за даними Forbes.

## Біографія
Анастасія Кудряшкіна народилася 27 листопада 1996 року в Москві. У дитинстві захоплювалася танцями і співом. У 2019 році закінчила Московський державний університет, навчаючись на факультеті журналістики.
Кар'єру співачки початку в 18 років після того, як було знято музичний кліп з репером Павлом Кравцовим. У 2016 році записала пісню «Не жартуй», а в 2017 році у співачки вийшов дебютний альбом, який отримав назву «Без прелюдій», до якого увійшли 11 треків.
Рецензуючи дебютний альбом, Олексій Мажаєв зазначив, що тематика її пісень відповідає очікуваної від представниці «золотої молоді» і що Анастасія «багато співає на тему сексу», при цьому оцінивши музичний матеріал альбому як такий, що не запам'ятовується.
Трек під назвою «Нам будет жарко» був записаний спільно зі співачкою Ольгою Бузовою. Також в цьому році Настя Кудрі спільно з Олексієм Воробйовим записала композицію під назвою «Я обіцяю», на яку співаки зняли кліп. У 2018 році вона записує свій другий альбом під назвою «ПРРР», до якого увійшли 5 пісень. У роботі над альбомом брали участь співак Роман Бестселер, автор текстів Ілля Жихарєв і репер Кравц. В цьому ж році в світ виходить 5 синглів: «Я — TЯUE», «09.18», «Call 112», «Я — Marshmallow» і «Рандеву» . У 2019 співачка записує такі пісні, як: «Klin klinom», «Tamagotchi», «Da Ya Takaya», "БО! «І» Ne Rap ". У 2020 році співачка записує спільний трек c Pabl. A під назвою «Метелики».

## Дискографія

### Альбоми
| Рік  | Назва          | Докладніше                                                                                   |
| ---- | -------------- | -------------------------------------------------------------------------------------------- |
| 2017 | «Без прелюдій» | - Випущений: 29 вересня 2017 - Формат: цифрове скачування - Лейбл: Перше музичне видавництво |
| 2018 | «ПРРР»         | - Випущений: 31 серпня 2018 - Формат: цифрове скачування - Лейбл: Перше музичне видавництво  |